# 무영문학상
무영문학상(無影文學賞)은 농민문학 소설가 이무영(李無影, 1908~1960)의 작가 정신을 기리기 위해 제정된 대한민국의 문학상이다. 지난 1년간 대한민국 전국에서 발간된 문예지 또는 단행본 소설 중 친자연주의적인 주제의 작품을 대상으로 매년 4월에 충청북도 음성에서 열리는 무영제 행사장에서 시상한다. 상금은 500만 원이다. 《동양일보》에서 주최하고 있다. 2017년 18회를 끝으로 무영문학상은 시상을 끝내고 2018년부터 무영신인문학상으로 시상한다.

## 역대 수상 작품
| 회     | 수상년도 | 작가   | 작품                            |
| ------ | -------- | ------ | ------------------------------- |
| 제1회  | 2000년   | 이동희 | 《땅과 흙》                     |
| 제2회  | 2001년   | 김주영 | 《아라리 난장》                 |
| 제3회  | 2002년   | 김원일 | 《슬픈 시간의 기억》            |
| 제4회  | 2003년   | 이현수 | 《토란》                        |
| 제5회  | 2004년   | 한만수 | 《하루》                        |
| 제6회  | 2005년   | 심윤경 | 《달의 제단》                   |
| 제7회  | 2006년   | 조용호 | 《왈릴리 고양이 나무》          |
| 제8회  | 2007년   | 김영현 | 《낯선 사람들》                 |
| 제9회  | 2008년   | 이동하 | 《우렁각시는 알까》             |
| 제10회 | 2009년   | 김형경 | 《꽃피는 고래》                 |
| 제11회 | 2010년   | 전성태 | 《늑대》                        |
| 제12회 | 2011년   | 김도연 | 《이별 전후사의 재인식》        |
| 제13회 | 2012년   | 성석제 | 《홀린 영혼》                   |
| 제14회 | 2013년   | 이혜경 | 《너 없는 그 자리》             |
| 제15회 | 2014년   | 권여선 | 《비자나무 숲》                 |
| 제16회 | 2015년   | 이응준 | 《소년은 어떻게 미로가 되는가》 |
| 제17회 | 2016년   | 조해진 | 《여름을 지나가다》             |
| 제18회 | 2017년   | 이수경 | 《어머니를 떠나기에 좋은 나이》 |